# Lee Brennan
Lee Anthony Brennan (sinh ngày 27 tháng 9 năm 1973) là một ca sĩ, nhà sáng tác ca khúc, vũ công và diễn viên người Anh. Anh là giọng hát chính của ban nhạc 911.

## Tiểu sử
Lee Brennan được sinh ra vào ngày 27 tháng 9 năm 1973 ở Carlisle, Cumberland, có bố mẹ tên là Una và Francis Brennan. Lee, hai anh trai Kevin & Marc cùng chị gái Julie được nuôi dưỡng bởi Una & Cha dượng Stephen Mcalindon ở Harraby & Currock, Carlisle. Lee cũng có một em gái Rebecca từ cuộc hôn nhân thứ hai của cha anh. Anh đã được chẩn đoán mắc Ung thư hạch Hodgkin hai lần, lần đầu tiên vào năm 9 tuổi và sau đó là 15 tuổi, việc điều trị đã khiến anh bị vô sinh.
Lee đã từng mong muốn được thi đấu cho câu lạc bộ Carlisle United. Tuy nhiên, bất chấp những thử thách và sự thăm hỏi từ các tuyển trạch viên của câu lạc bộ, anh ấy đã bị từ chối vì chỉ cao 5 ft 4in (1,63m), vì thế, anh được coi là quá nhỏ. Tuy nhiên, anh ấy đã là đội trưởng của đội bóng đá của quận ở cấp độ U-14 và U-16.
Ngày 14 tháng 9 năm 2006, Brennan đã kết hôn Lindsay Armaou của nhóm nhạc nữ Ireland B*Witched. Tuy nhiên, họ đã chia tay vào năm 2011.

## Sự nghiệp

### Âm nhạc
911 được thành lập vào năm 1995, khi Jimmy Constable và Spike Dawbarn gặp nhau trong chương trình nhảy The Hit Man and Her của kênh ITV và sớm quyết định thành lập một ban nhạc. 
Sau khi gặp Brennan, họ trở thành một bộ ba và nhanh chóng ký hợp đồng với Virgin Records. 
Sau đó, họ phát hành đĩa đơn đầu tay "A Night to Remember", một bản cover của giai điệu Shalamar cổ điển, vào năm 1996. 911 đã đạt được thành công vang dội trong thời gian họ có mặt trên các bảng xếp hạng, phát hành tổng cộng 14 đĩa đơn và 4 album, bao gồm một album Greatest Hits. Ban nhạc đã tuyên bố tách ra vào năm 2000.
Năm 2005, 911 quay trở lại và tham gia chương trình Hit Me, Baby, One More Time. Họ đã thành công trong việc giành được một suất trong trận chung kết, nơi họ biểu diễn bài hát đặc trưng của mình "Bodyshakin'" và bản hit của S Club 7 "Don't Stop Movin'". Mặc dù 911 không giành được chiến thắng trong cuộc thi, nhưng buổi biểu diễn đã khiến ban nhạc được quan tâm trở lại. Brennan thường xuyên tái hợp với các thành viên khác của 911 để biểu diễn trong các hợp đồng biểu diễn khắp Vương quốc Anh.
Ngày 18 tháng 10 năm 2012, đã có thông báo rằng 911, cùng với B*Witched, Five, Atomic Kitten, Honeyz và Liberty X, sẽ được quay trở lại một lần nữa cho bộ phim tài liệu The Big Reunion trên kênh ITV2.

### Diễn xuất
Sau khi 911 bị tách ra vào năm 2000, Brennan tiếp tục sáng tác trong khi theo đuổi sự nghiệp diễn xuất. Năm 2006, năm thứ tư liên tiếp, anh đóng vai Peter Pan trong một buổi kịch pantomim Giáng Sinh.

## Danh sách phim tham gia
| Năm  | Tựa đề                             | Vai diễn            | Ghi chú                          |
| ---- | ---------------------------------- | ------------------- | -------------------------------- |
| 1997 | Smash Hits Poll Winners Party 1997 | Chính bản thân mình | Với 911                          |
| 1997 | Surprise, Surprise                 | Chính bản thân mình | Đóng vai với 911                 |
| 1997 | The Scoop                          | Chính bản thân mình | Với 911                          |
| 1998 | Smash Hits Poll Winners Party 1998 | Chính bản thân mình | Với 911                          |
| 1998 | Noel's House Party                 | Chính bản thân mình | Tập 7.18                         |
| 2005 | This Morning                       | Chính bản thân mình | 1 tập (19 tháng 5)               |
| 2005 | Hit Me, Baby, One More Time        | Chính bản thân mình | Chương trình TV đặc biệt (2 tập) |
| 2013 | The Big Reunion                    | Chính bản thân mình | 9 tập                            |
| 2013 | Big Brother's Bit on the Side      | Chính bản thân mình | 1 tập (4 tháng 8)                |
| 2013 | The Big Reunion: On Tour           | Chính bản thân mình | 3 tập                            |